# Championnats du monde de slalom (canoë-kayak) 1983
Navigation
Championnats du monde de slalom 1981 Championnats du monde de slalom 1985
Les 18e Championnats du monde de slalom en canoë-kayak  se sont déroulés en 1983, à Merano, dans la province de Bolzano, dans le Trentin-Haut-Adige, en Italie, sous l'égide de la Fédération internationale de canoë, pour la troisième fois, correspondant au record établi par Spittal en Autriche (1963, 1965, 1977). Merano a accueilli les précédents championnats en 1953 et 1971. 
La catégorie Mixte C-2 a été supprimée encore une fois lors de ces championnats.

Depuis, le programmes des évènements des prochains championnats resteront inchangés.

## Podiums

### Hommes

#### Canoë
| Épreuve        | Or | Points | Argent                                                                                         | Points | Bronze                                                                                                | Points |
| C-1            | Jon Lugbill (USA)                                                                                             | 221.94 | David Hearn (USA)                                                                              | 222.87 | Joze Vidmar (YUG)                                                                                     | 234.27 |
| C-1 par équipe | États-Unis Jon Lugbill David Hearn Kent Ford                                                                  | 249.41 | Tchécoslovaquie Juraj Ontko Jozef Hajdučík Karel Ťoupalík                                      | 276.16 | Grande-Bretagne Martyn Hedges Peter Keane Jeremy Taylor                                               | 276.63 |
| C-2            | États-Unis Lecky Haller Fritz Haller                                                                          | 246.33 | France Pierre Calori Jacques Calori                                                            | 248.05 | États-Unis Steve Garvis Mike Garvis                                                                   | 256.61 |
| C-2 par équipe | Tchécoslovaquie Miroslav Hajdučík & Milan Kučera Dušan Zaťko & Ľudovít Tkáč František Slavík & Jiří Decastelo | 288.57 | États-Unis Lecky Haller & Fritz Haller Steve Garvis & Mike Garvis Charles Harris & John Harris | 295.50 | Grande-Bretagne Eric Jamieson & Robin Williams Michael Smith & Andrew Smith Robert Joce & Robert Owen | 298.20 |

#### Kayak
| Épreuve        | Or                                                  | Points | Argent                                                          | Points | Bronze                                                  | Points |
| K-1            | Richard Fox (GBR)                                   | 207.18 | Toni Prijon (FRG)                                               | 211.32 | Peter Micheler (FRG)                                    | 212.37 |
| K-1 par équipe | Grande-Bretagne Richard Fox Paul McConkey Jim Dolan | 232.24 | Allemagne de l'Ouest Toni Prijon Peter Micheler Dirk Bovensmann | 235.16 | Tchécoslovaquie Luboš Hilgert Ivan Hilgert Jiří Měchura | 238.01 |

### Femmes

#### Kayak
| Épreuve        | Or                                                           | Points | Argent                                                     | Points | Bronze                                                              | Points |
| K-1            | Elizabeth Sharman (GBR)                                      | 232.34 | Jane Roderick (GBR)                                        | 236.34 | Marie-Françoise Grange (FRA)                                        | 238.75 |
| K-1 par équipe | France Marie-Françoise Grange Sylvie Arnaud Myriam Jerusalmi | 270.76 | Royaume-Uni Elizabeth Sharman Jane Roderick Susan Garriock | 285.51 | Tchécoslovaquie Marcela Košťálová Eva Stavařová Marcela Kubričanová | 287.41 |

## Tableau des médailles
| Rang  | Nation               | Or | Argent | Bronze | Total |
| ----- | -------------------- | -- | ------ | ------ | ----- |
| 1     | Royaume-Uni          | 3  | 2      | 2      | 7     |
| 2     | États-Unis           | 3  | 2      | 1      | 6     |
| 3     | Tchécoslovaquie      | 1  | 1      | 2      | 4     |
| 4     | France               | 1  | 1      | 1      | 3     |
| 5     | Allemagne de l'Ouest | 0  | 2      | 1      | 3     |
| 6     | Yougoslavie          | 0  | 0      | 1      | 1     |
| Total | Total                | 8  | 8      | 8      | 24    |